# Oh My God
Oh My God – singiel amerykańskiego zespołu hardrockowego Guns N’ Roses napisany na potrzeby filmu pt. „I stanie się koniec”. Wydany został 2 listopada 1999 roku i miał stanowić preludium do nadchodzącego albumu zespołu – Chinese Democracy.

## Twórcy
- Axl Rose – wokal
- Paul Huge – gitara elektryczna
- Robin Finck – gitara elektryczna
- Tommy Stinson – gitara basowa
- Dizzy Reed – instrumenty klawiszowe
- Chris Pitman – syntezator
- Josh Freese – perkusja